# Visitación (Estado de México)
Visitación es una localidad ubicada en el municipio de Melchor Ocampo, uno de los municipios del Estado de México en México. Es una comunidad rural y según el censo del 2010 tiene una población total de 304 habitantes.